# KrAZ H27.3
KrAZ H27.3EX oder KrAZ-7634HE ist ein vierachsiger allradgetriebener Lkw-Typ des ukrainischen Fahrzeugherstellers KrAZ, der seit 2014 in Serie produziert wird.
Im Januar 2019 wurde das erste KrAZ-7634NE-Fahrgestell (mit 460-PS-Motor, modifizierter Abgasanlage und neu gestalteten Kraftstofftanks) an die ukrainischen Streitkräfte übergeben. Der ukrainische Verteidigungsminister Stepan Poltorak gab die Absicht bekannt, das KrAZ-Fahrgestell für die Montage des 300-mm-MLRS Wilcha zu nutzen.

## Technische Daten des KrAZ-7634HE
Der KrAZ-7634HE ist mit einem Achtzylinder-Dieselmotor des Typs JaMZ-7511.10 ausgestattet, der bei einem Hubraum von 14.860 cm3 294 kW leistet.
- Motor: Achtzylinder-Dieselmotor
- Hubraum: 14.860 cm³
- Leistung: 294 kW (400 PS)
- Motortyp: JaMZ-7511.10
- Getriebe: JaMZ-2391-53
- Kupplung: JaMZ-184
- Antriebsformel: 8×8
- Reifengröße: 445/65R22,5
- Zuladung: 27.000 kg